# Бардабашка
Бардабашка — река в России, протекает в Куединском и Бардымском районах Пермского края. Устье реки находится в 35 км по правому берегу реки Барда. Длина реки составляет 14 км.
Исток находится в Куединском районе, среди холмов Верхнекамской возвышенности в 10 км к востоку от села Большая Уса. Река течёт на северо-восток, притоки — Верхняя Бардабашка, Маремья (оба — правые). Вскоре после истока перетекает в Бардымский район. В среднем течении протекает деревню Бардабашка-II, впадает в Барду в деревне Бардабашка-I.

## Данные водного реестра
По данным государственного водного реестра России относится к Камскому бассейновому округу, водохозяйственный участок реки — Кама от Камского гидроузла до Воткинского гидроузла, речной подбассейн реки — бассейны притоков Камы до впадения Белой. Речной бассейн реки — Кама.
По данным геоинформационной системы водохозяйственного районирования территории РФ, подготовленной Федеральным агентством водных ресурсов:
- Код водного объекта в государственном водном реестре — 10010101012111100014868
- Код по гидрологической изученности (ГИ) — 111101486
- Код бассейна — 10.01.01.010
- Номер тома по ГИ — 11
- Выпуск по ГИ — 1